# Bad Berleburg
Bad Berleburg is een stad en gemeente in de Duitse deelstaat Noordrijn-Westfalen, gelegen in de Kreis Siegen-Wittgenstein. De gemeente telt 18.847 inwoners (31 december 2020) op een oppervlakte van 275,33 km².
Aan de rand van de stad ligt het Slot Berleburg dat toebehoort aan de Duitse adellijke familie Zu Sayn-Wittgenstein-Berleburg. De huidige prins is Gustav zu Sayn-Wittgenstein-Berleburg. Deze tak van de familie Zu Sayn-Wittgenstein is dus vernoemd naar de stad Bad Berleburg om niet in de war te raken met andere takken van de familie.

## Afbeeldingen

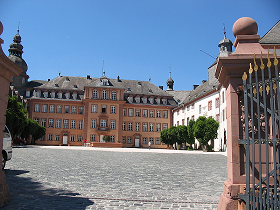
Slot Berleburg
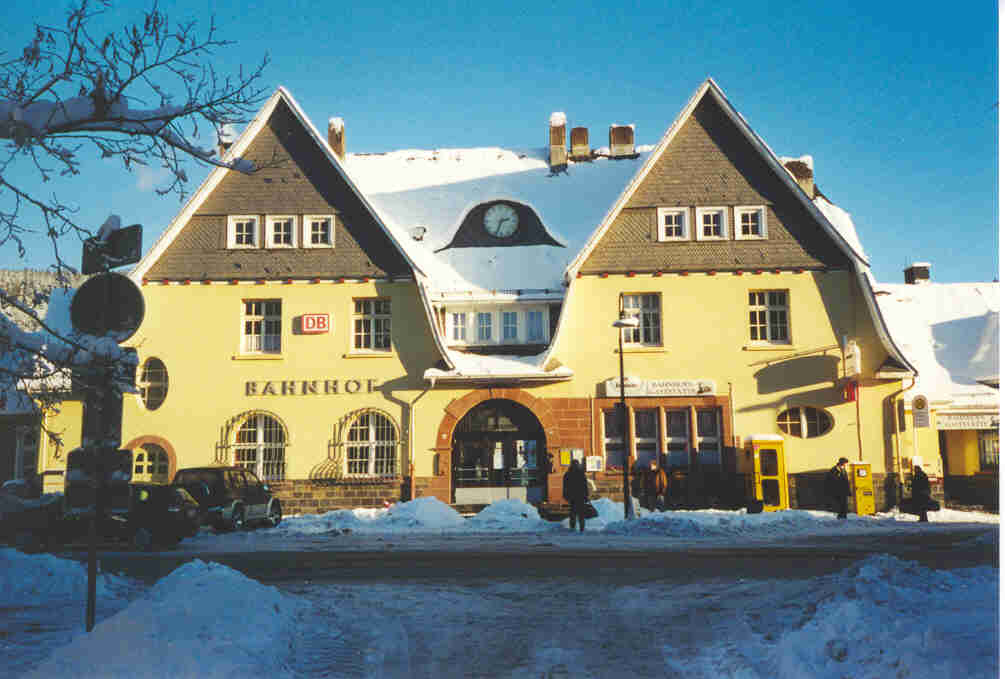
Station
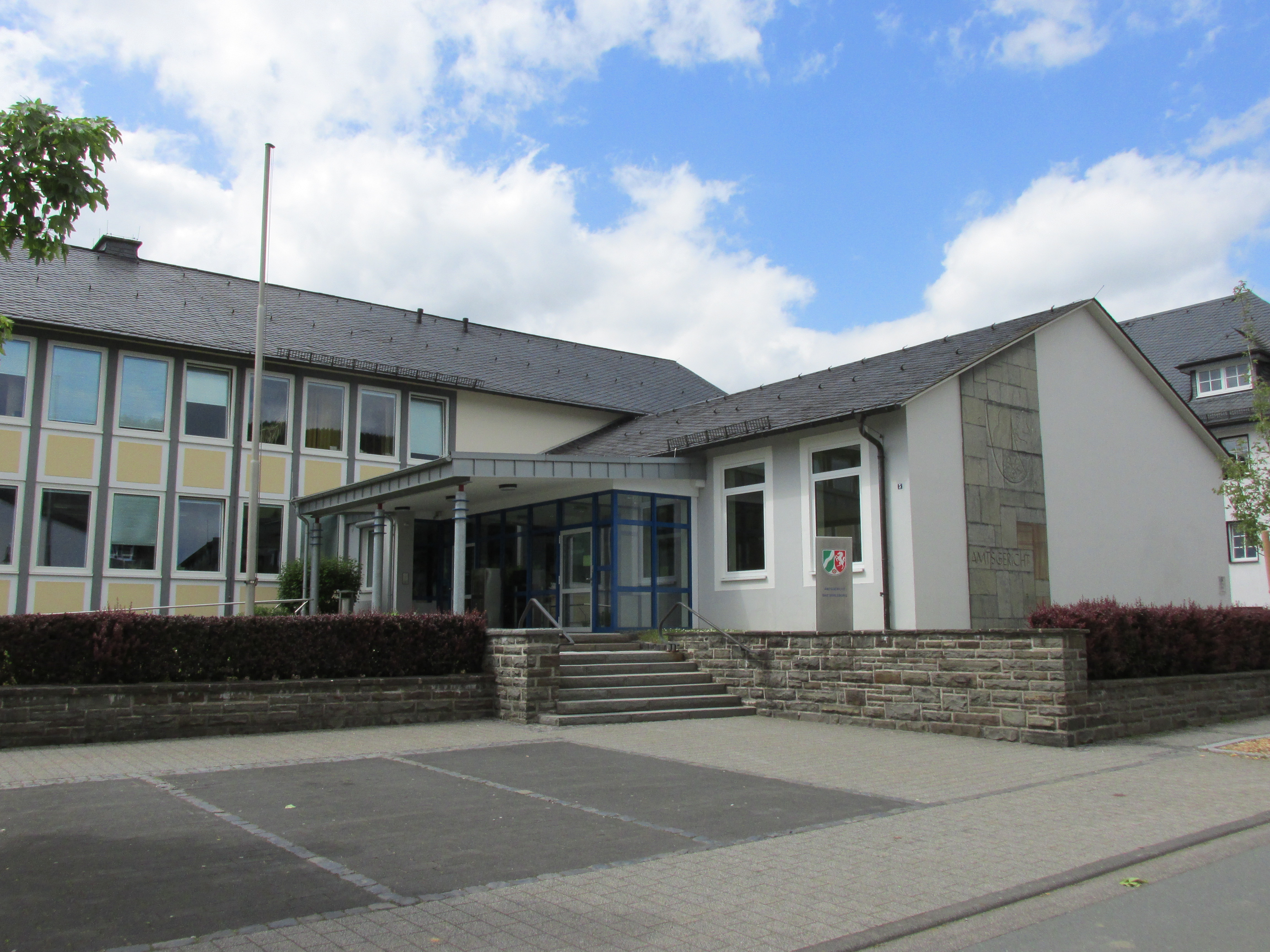
Gerechtsgebouw

## Plaatsen in de gemeente Bad Berleburg
- Alertshausen
- Arfeld
- Aue
- Beddelhausen
- Berghausen
- Christianseck (met Teiche)
- Diedenshausen
- Dotzlar
- Elsoff
- Garsbach
- Girkhausen
- Hemschlar
- Raumland
- Richstein
- Rinthe
- Sassenhausen
- Schüllar
- Schwarzenau
- Stünzel
- Weidenhausen
- Wemlighausen
- Wingeshausen
- Wunderthausen

Bad Berleburg · Bad Laasphe · Burbach · Erndtebrück · Freudenberg · Hilchenbach · Kreuztal · Netphen · Neunkirchen · Siegen · Wilnsdorf